# Супутникова служба дослідження Землі
Супу́тникова слу́жба дослі́дження Землі́ — служба радіозв'язку між наземними станціями та однією чи кількома космічними станціями, яка може включати лінії між космічними станціями і в якої інформація, що стосується характеристик Землі та її природних явищ, одержується за допомогою активних або пасивних давачів, які встановлюються на супутниках Землі. Аналогічна інформація збирається з платформ, що розташовані на Землі або в повітрі. 
Така інформація може бути передана на наземні станції, що належать до відповідної системи; може здійснюватись запит платформ. Ця служба може мати фідерні лінії.